# Euthalia sarmana
Euthalia sarmana är en fjärilsart som beskrevs av Hans Fruhstorfer 1913. Euthalia sarmana ingår i släktet Euthalia och familjen praktfjärilar. Inga underarter finns listade i Catalogue of Life.